# Liopilio
Liopilio is een geslacht van hooiwagens uit de familie Phalangiidae (Echte hooiwagens).
De wetenschappelijke naam Liopilio is voor het eerst geldig gepubliceerd door Schenkel in 1951. 

## Soorten
Liopilio omvat de volgende 2 soorten:
- Liopilio glaber
- Liopilio yukon